# Abdul Reza Majdpour
Abdul Reza Majdpour (in persiano عبدالرضا مجد پور‎; Teheran, 8 agosto 1952) è un pallanuotista iraniano, che ha partecipato alle Olimpiadi di Montréal 1976.
Oltre al torneo olimpico del 1976, ha gareggiato ai Giochi asiatici del 1974, vincendo una medaglia d'oro.